# Rozavlea
Rozavlea é uma comuna romena localizada no distrito de Maramureș, na região histórica da Transilvânia. A comuna possui uma área de 43.23 km² e sua população era de 3508 habitantes segundo o censo de 2007.